# Gustave Satter

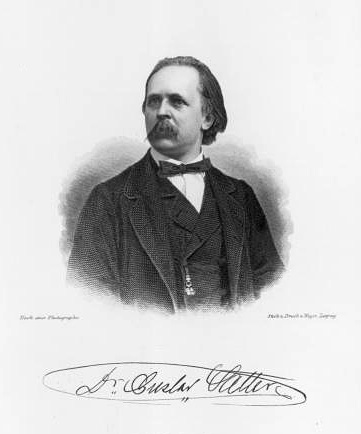
Gustave Satter.

Gustave Satter, född den 12 februari 1832 i Wien, död 1879 i Savannah (Georgia), var en österrikisk pianist.
Satter utvecklade sig tidigt till pianovirtuos och tonsättare. Sina första lagrar vann han 1854 på en konsertresa till Amerika. Återkommen till Europa 1862, vistades han i Wien, Dresden, Hannover, Köpenhamn, Göteborg och slutligen Stockholm, dit han kom 1867 och där han en tid verkade som pianolärare. Senare återvände han till Amerika. Han invaldes i Musikaliska akademien 1872. Satter gjorde sig omtalad inte endast för sitt färdiga, klara och eleganta spel, utan även för sin mindre vanliga improviseringsförmåga. Bland hans pianokompositioner blev Elfentraum och Spinnerin på sin tid rätt mycket spelade. Av övriga kompositioner omtalas operan Olanthe, flera uvertyrer, symfonier, kvartetter med mera. 